# Igreja Matriz de Nossa Senhora do Rosário (Aracati)
A Igreja Matriz de Nossa Senhora do Rosário dos Brancos ou, simplesmente Igreja Matriz de Nossa Senhora do Rosário, é um templo católico que é sede da Paróquia de Nossa senhora do Rosário, sendo a catedral de Aracati. Juntamente com o Centro Histórico de Aracati, foi tombada pelo Instituto do Patrimônio Histórico e Artístico Nacional (IPHAN) em abril de 2000.
A Igreja Matriz integra a Paróquia de Nossa Senhora do Rosário de Aracati que foi desmembrada da Freguesia de Nossa Senhora do Rosário de Russas em 1780, período em que pertencia à Diocese de Pernambuco.
É uma construção dos primeiros anos do século XVIII, concluída na segunda metade do século XIX. Segundo o livro da Irmandade do Santíssimo Sacramento, uma capela deu origem à igreja. Era coberta de palha, tinha a fachada de tijolos e as paredes laterais de taipa. Em sua estrutura física encontra-se uma porta central ladeada por duas outras entalhadas a ponta de faca e com almofadas em relevo. Na fachada pode-se observar os sinos, o relógio carrilhão e o registro da data de sua edificação escrita em romanos o ano de 1785. Seu interior é rico em obras de talha e imagens.
A sua frente se localiza o grande cruzeiro, com os símbolos dos sofrimentos da paixão: (dados, mão, galo, a caneca de fel, a lança, uma escada, e a coroa de espinhos), tendo cada um seu significado e com escritos destacados em uma placa indicando que foram colocados por Rufina (sem sobrenome), senhora de José Ferreira da Silva, em 1859. Em 1981, houve a reedificação do cruzeiro, pelo mesmo modelo de 1871, sendo o seu pedestal reconcebido pelo modelo de 1821, permanecendo nele a forma típica ovalada, do barroco.